# Chi lavora è perduto
Chi lavora è perduto är en italiensk dramafilm från 1963 i regi av Tinto Brass.

## Rollista i urval
- Sady Rebbot - Bonifacio
- Pascale Audret - Gabriella
- Tino Buazzelli - Claudio
- Franco Arcalli - Kim
- Nando Angelini - sergeanten
- Piero Vida - Bonifacios vän